# 팀 민친
티모시 데이빗 민친(Timothy David Minchin, 1975년 10월 7일 ~ )은 희극인, 배우, 작가, 음악가, 감독이며 영국계 호주인이다. 영국의 노샘프턴에서 호주인 부모를 두고 태어나서 서호주의 퍼스에서 자랐다.
그는 전세계적으로 공연된 뮤지컬 코메디로 유명한데 6개의 CD와 5개의 DVD가 발매되었으며 라이브 코메디 쇼에도 출연했다. 또한 뮤지컬 마틸다의 작곡/작사가이며, 2012년 뮤지컬 지져스크라이스트슈퍼스타 아레나 투어에서 유다 역을 맡았다.

## 출연 작품
- 아키 (2019)
- 후드 (2018)
- 지저스 크라이스트 슈퍼스타 (2012)
- 더 로스트 씽 (2010)